# Saison 1937-1938 de la LNH
Saison précédente Saison suivante
La saison 1937-1938 est la 21e saison régulière de la Ligue nationale de hockey au cours de laquelle chacune des huit équipes participe à 48 matchs.

## Saison régulière
Bill Dwyer, propriétaire des Americans de New York, ne peut trouver les fonds nécessaires pour rester à la tête de la franchise et celle-ci devient donc entièrement contrôlée par la Ligue nationale de hockey.
Le second Match des étoiles a lieu en mémoire de Howie Morenz, mort au cours de la saison précédente. Il permet de récolter plus de 10 000 $ pour sa famille.
Les Maroons de Montréal sont entraînés dans un premier temps par King Clancy qui, en raison de résultats décevants, est ensuite remplacé par le président directeur général de la franchise Tommy Gorman. Les résultats ne suivent cependant pas et les fans commencent à se lasser et à ne plus venir voir les matchs. Le pire de la saison est atteint lorsque l'équipe réalise une série de huit matchs consécutifs sans la moindre victoire et le 17 mars 1938, les Maroons jouent le dernier match de l'histoire de la franchise contre leurs éternels rivaux, les Canadiens.

### Classements finaux
Les trois premières équipes de chaque division sont qualifiées pour les séries éliminatoires.
| Clt   | Équipe                 | PJ | V  | D  | N  | BP  | BC  | Pts |
| ----- | ---------------------- | -- | -- | -- | -- | --- | --- | --- |
| +001, | Maple Leafs de Toronto | 48 | 24 | 15 | 9  | 151 | 127 | 57  |
| +002, | Americans de New York  | 48 | 19 | 18 | 11 | 110 | 111 | 49  |
| +003, | Canadiens de Montréal  | 48 | 18 | 17 | 13 | 123 | 128 | 49  |
| +004, | Maroons de Montréal    | 48 | 12 | 30 | 6  | 101 | 149 | 30  |

| Clt   | Équipe                 | PJ | V  | D  | N  | BP  | BC  | Pts |
| ----- | ---------------------- | -- | -- | -- | -- | --- | --- | --- |
| +001, | Bruins de Boston       | 48 | 30 | 11 | 7  | 142 | 89  | 67  |
| +002, | Rangers de New York    | 48 | 27 | 15 | 6  | 149 | 96  | 60  |
| +003, | Black Hawks de Chicago | 48 | 14 | 25 | 9  | 97  | 139 | 37  |
| +004, | Red Wings de Détroit   | 48 | 12 | 25 | 11 | 99  | 133 | 35  |

- Vainqueur du trophée Prince de Galles
- Qualifié pour les séries éliminatoires

### Meilleurs pointeurs
| Joueur         | Équipe                | PJ | B  | A  | Pts |
| -------------- | --------------------- | -- | -- | -- | --- |
| Gordie Drillon | Toronto               | 48 | 26 | 26 | 52  |
| Syl Apps       | Toronto               | 47 | 21 | 29 | 50  |
| Paul Thompson  | Chicago               | 48 | 22 | 22 | 44  |
| Georges Mantha | Canadiens de Montréal | 47 | 23 | 19 | 42  |
| Cecil Dillon   | Rangers de New York   | 48 | 21 | 18 | 39  |
| Bill Cowley    | Boston                | 48 | 17 | 22 | 39  |

## Séries éliminatoires

### Tableau récapitulatif
|  | Quarts de finale | Quarts de finale      | Quarts de finale | Quarts de finale |   |                     | Demi-finales | Demi-finales | Demi-finales | Demi-finales |  |  | Finale | Finale | Finale | Finale |
|  |                  |                       |                  |                  |   |                     |              |              |              |              |  |  |        |        |        |        |
|  |                  |                       |                  |                  |   |                     |              |              |              |              |  |  |        |        |        |        |
|  |                  |                       |                  |                  |   |                     |              |              |              |              |  |  |        |        |        |        |
|  |                  |                       |                  |                  |   |                     |              |              |              |              |  |  |        |        |        |        |
|  |                  |                       |                  |                  |   |                     |              |              |              |              |  |  |        |        |        |        |
|  |                  |                       |                  |                  |   |                     |              |              |              |              |  |  |        |        |        |        |
|  | 1                | Boston                | 0                | 0                |   |                     |              |              |              |              |  |  |        |        |        |        |
|  | 1                | Boston                | 0                | 0                |   |                     |              |              |              |              |  |  |        |        |        |        |
|  |                  |                       | 2                | Toronto          | 3 | 3                   |              |              |              |              |  |  |        |        |        |        |
|  |                  |                       |                  |                  | 3 | 3                   |              |              |              |              |  |  |        |        |        |        |
|  |                  |                       |                  |                  |   |                     |              |              |              |              |  |  |        |        |        |        |
|  |                  |                       |                  |                  |   |                     |              |              |              |              |  |  |        |        |        |        |
|  | 1                | Toronto               | 1                | 1                |   |                     |              |              |              |              |  |  |        |        |        |        |
|  | 1                | Toronto               | 1                | 1                |   |                     |              |              |              |              |  |  |        |        |        |        |
|  |                  |                       | 6                | Chicago          | 3 | 3                   |              |              |              |              |  |  |        |        |        |        |
|  | 3                | Rangers de New York   | 6                | Chicago          | 3 | 3                   | 2            | 2            |              |              |  |  |        |        |        |        |
|  | 3                | Rangers de New York   |                  |                  |   |                     |              |              |              |              |  |  |        |        |        |        |
|  | 4                | Americans de New York | 1                | 1                |   |                     |              |              |              |              |  |  |        |        |        |        |
|  | 4                | Americans de New York | 1                | 1                | 3 | Rangers de New York | 1            | 1            |              |              |  |  |        |        |        |        |
|  |                  |                       |                  |                  | 3 | Rangers de New York | 1            | 1            |              |              |  |  |        |        |        |        |
|  |                  |                       | 6                | Chicago          | 2 | 2                   |              |              |              |              |  |  |        |        |        |        |
|  | 5                | Montréal              | 6                | Chicago          | 2 | 2                   | 1            | 1            |              |              |  |  |        |        |        |        |
|  | 5                | Montréal              |                  |                  |   |                     |              | 1            |              |              |  |  |        |        |        |        |
|  | 6                | Chicago               | 2                | 2                |   |                     |              |              |              |              |  |  |        |        |        |        |
|  | 6                | Chicago               | 2                | 2                |   |                     |              |              |              |              |  |  |        |        |        |        |
|  |                  |                       |                  |                  |   |                     |              |              |              |              |  |  |        |        |        |        |

### Finale de la Coupe Stanley
La finale au meilleur des cinq matchs est remportée par les Black Hawks 3 matchs à 1.
| 5 avril | Maple Leafs de Toronto | 1-3 | Black Hawks de Chicago |  |

| 7 avril | Maple Leafs de Toronto | 5-1 | Black Hawks de Chicago |  |

| 10 avril | Black Hawks de Chicago | 2-1 | Maple Leafs de Toronto |  |

| 12 avril | Black Hawks de Chicago | 4-1 | Maple Leafs de Toronto |  |

## Honneurs remis aux joueurs et équipes
| Trophée           | Joueur          | Équipe                 |
| ----------------- | --------------- | ---------------------- |
| Trophée Calder    | Cully Dahlstrom | Black Hawks de Chicago |
| Trophée Hart      | Eddie Shore     | Bruins de Boston       |
| Trophée Lady Byng | Gordie Drillon  | Maple Leafs de Toronto |
| Trophée Vézina    | Tiny Thompson   | Bruins de Boston       |

| Trophée                  | Équipe                 |
| ------------------------ | ---------------------- |
| Trophée Prince de Galles | Bruins de Boston       |
| Trophée O'Brien          | Maple Leafs de Toronto |
| Coupe Stanley            | Black Hawks de Chicago |

### Équipes d'étoiles
| Position      | Première équipe                     | Première équipe                            | Deuxième équipe | Deuxième équipe        |
| Position      | Joueur                              | Équipe                                     | Joueur          | Équipe                 |
| ------------- | ----------------------------------- | ------------------------------------------ | --------------- | ---------------------- |
| Gardien       | Tiny Thompson                       | Bruins de Boston                           | Dave Kerr       | Rangers de New York    |
| Défenseur     | Eddie Shore                         | Bruins de Boston                           | Art Coulter     | Rangers de New York    |
| Défenseur     | Babe Siebert                        | Canadiens de Montréal                      | Earl Seibert    | Black Hawks de Chicago |
| Ailier gauche | Paul Thompson                       | Black Hawks de Chicago                     | Toe Blake       | Canadiens de Montréal  |
| Centre        | Bill Cowley                         | Bruins de Boston                           | Syl Apps        | Maple Leafs de Toronto |
| Ailier droit  | Cecil Dillon ex æquo Gordie Drillon | Rangers de New York Maple Leafs de Toronto | Aucun           | Aucun                  |